# スコッチ・ウッドコック

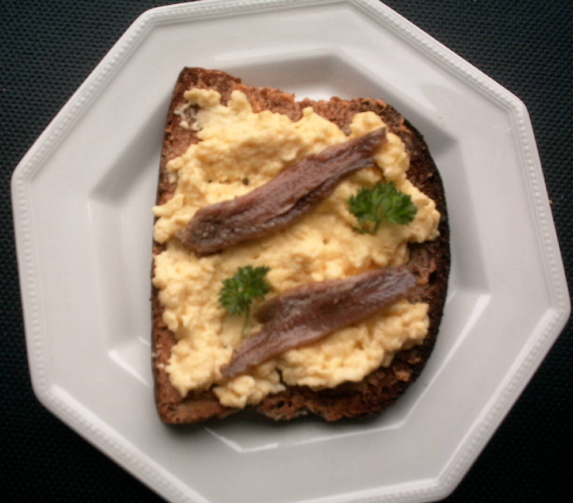
スコッチ・ウッドコックの例

スコッチ・ウッドコック（英語: Scotch woodcock）はイギリス料理でサンドイッチ（オープンサンドイッチ）の一種。名前と違ってスコットランド料理でもなく、鳥のウッドコック（ヤマシギ）も用いられていない。
スコッチ・ウッドコックのレシピは、イザベラ・ビートンの『家政読本』（1861年）にも収録されている。
スクランブルエッグとアンチョビのペーストをパンの上に乗せる。アンチョビはスクランブルエッグを作る時に混ぜ込んでも良い。